# Liste der Kulturdenkmäler in Hamburg-Sasel
Die Liste der Kulturdenkmäler in Hamburg-Sasel enthält die in der Denkmalliste ausgewiesenen Denkmäler auf dem Gebiet des Stadtteils Sasel der Freien und Hansestadt Hamburg.
Basis ist der Datensatz Denkmalliste Hamburg auf dem Transparenzportal Hamburg. Dieser enthält alle Objekte, die rechtskräftig nach dem Hamburger Denkmalschutzgesetz vom 5. April 2013 unter Denkmalschutz stehen (§ 6 Abs. 1 DSchG HA) oder zumindest zeitweise standen. Die Denkmalliste steht auch als PDF-Dokument zur Verfügung. Alle Denkmäler in Sasel, die schon nach dem Denkmalschutzgesetz vom 3. Dezember 1973, zuletzt geändert am 27. November 2007, unter Denkmalschutz standen, sind auch auf der Liste der Kulturdenkmäler im Hamburger Bezirk Wandsbek zu finden.

## Legende
- ID: Gibt die vom Denkmalschutzamt Hamburg vergebene Objekt-ID (Identifikationsnummer) des Kulturdenkmals an, (in Klammern gegebenenfalls die Denkmalnummer nach altem Denkmalschutzgesetz).
- Adresse: Nennt den Straßennamen und, wenn vorhanden, die Hausnummer des Kulturdenkmals. Die Grundsortierung der Liste erfolgt nach dieser Adresse.
- Art: Zeigt an, ob es ein Objekt („O“) oder ein Ensemble („E“) ist.
- Datierung: Gibt die Datierung an; das Jahr der Fertigstellung bzw. den Zeitraum der Errichtung.
- Ensemble: Gibt die Nummer des Ensembles an, zu der das Objekt gehört, bzw. bei Ensembles die Nummer des Ensembles selbst.

Hinweis: Die Grundsortierung der Liste erfolgt nach der Adresse und ist alternativ nach ID, Art (Objekt oder Ensemble), Typ, Datierung, Entwurf oder Kurzbeschreibung sortierbar.

| ID           | Adresse | Art | Typ                                                               | Kurzbeschreibung                                               | Datierung                          | Entwurf            | Ensemble | Bild           |
| ------------ | --- | --- | ----------------------------------------------------------------- | -------------------------------------------------------------- | ---------------------------------- | ------------------ | -------- | -------------- |
| 31087        | Alte Mühle 31, 32, 33, 34, o.Nr., bei Nr. 34, südöstlich der Straße (Lage)                                                    | E   |                                                                   | Alte Mühle Bergstedt                                           |                                    |                    | 31087    | weitere Bilder |
| 24278 (1518) | Alte Mühle 33 (Lage) | O   | Gebäude                                                           |                                                                | 20. Jh.                            |                    | 31087    |                |
| 26866 (708)  | Am Pfeilshof 35 (Lage) | O   | Gutshaus                                                          | Gutshaus Pfeilshof                                             | 1880, um                           |                    |          |                |
| 29677        | Andreasweg 13 (Lage) | O   | Wohnwirtschaftsgebäude; u. a.                                     | Wohnwirtschaftsgebäude und ein nördlich gelegenes Nebengebäude | 1898                               |                    |          | weitere Bilder |
| 26887        | Andreasweg nördlich von Nr. 13 (Lage)                                                                                         | O   | Grenzstein                                                        |                                                                | 18. Jh. (vermutl.)                 |                    |          |                |
| 26885        | Bekwisch o.Nr. (Lage) | O   | Grenzstein                                                        |                                                                | 19. Jh., Ende                      |                    |          |                |
| 31077        | Berner Weg 7, 9 (Lage) | E   |                                                                   | Handwerkerstelle Siedlung Saselhof Berner Weg                  |                                    |                    | 31077    |                |
| 26888        | Berner Weg 7 (Lage) | O   | Werkstattgebäude                                                  |                                                                | 1923; 1925 (Erweiterung)           |                    | 31077    |                |
| 26865        | Berner Weg 9 (Lage) | O   | Wohnhaus/Stall                                                    |                                                                | 1926                               |                    | 31077    |                |
| 24611        | Brummelhorn 11 (Lage) | O   | Grenzstein                                                        |                                                                | 1886                               |                    |          |                |
| 26878        | Kunaustraße 1a, 1b (Lage) | O   | Postgebäude                                                       |                                                                | 20. Jh., Mitte                     |                    |          |                |
| 26870 (1619) | Kunaustraße 4 (Lage) | O   | Schulgebäude                                                      | Altes Schulhaus Sasel                                          | 1893; 1922; 1927                   |                    |          |                |
| 26873 (1619) | Kunaustraße 4a (Lage) | O   | Schulgebäude                                                      | Altes Schulhaus Sasel                                          | 1893; 1922; 1927                   |                    |          |                |
| 26874 (1619) | Kunaustraße 4b (Lage) | O   | Schulgebäude                                                      | Altes Schulhaus Sasel                                          | 1893; 1922; 1927                   |                    |          |                |
| 26875 (1619) | Kunaustraße 4c (Lage) | O   | Schulgebäude                                                      | Altes Schulhaus Sasel                                          | 1893; 1922; 1927                   |                    |          |                |
| 26872 (446)  | Mellingburgredder 1 (Lage) | O   | Wohnwirtschaftsgebäude                                            |                                                                | 1717                               |                    |          | weitere Bilder |
| 26879        | Mellingburgredder 8 (Lage) | O   | Wohnhaus                                                          |                                                                | 1968                               | Appel, Karin       |          |                |
| 26871        | Mellingburgredder 11 (Lage)                                                                                                   | O   | Wohnhaus                                                          |                                                                | 1907/1908                          | Timmermann, Ad.    |          |                |
| 26867 (445)  | Mellingburgredder östlich von Nr. 1 (Lage)                                                                                    | O   | Schleuse                                                          |                                                                | 1854                               |                    |          |                |
| 31078        | Op de Elg 23, 25, 27, 29 (Lage)                                                                                               | E   |                                                                   | Op de Elg 23/29                                                |                                    |                    | 31078    |                |
| 26876        | Op de Elg 23, 25 (Lage) | O   | Wohnhaus                                                          |                                                                | 1921/1922                          | Höger, Fritz       | 31078    |                |
| 26877        | Op de Elg 27, 29 (Lage) | O   | Doppelhaus                                                        |                                                                | 1921/1922                          | Höger, Fritz       | 31078    |                |
| 26868        | Saselbergweg 15 (Lage) | O   | Landhaus                                                          | Landhaus Westerkamp                                            | 1913; 1927                         | Frejtag & Elingius |          |                |
| 38931 (980)  | Saselbergweg 29a, 29b, 29c, 29d (Lage)                                                                                        | E   |                                                                   | Annenhof Saselbergweg                                          |                                    |                    | 38931    |                |
| 26863 (980)  | Saselbergweg 29a, 29b, 29c, 29d (Lage)                                                                                        | O   | Landhaus; Torhaus; Allee; Hoffläche; Einfriedung/Tor (zur Straße) | Annenhof                                                       | 1922                               | Schöss, Paul       | 38931    | weitere Bilder |
| 26880        | Saseler Chaussee am Saseler Parkweg (Lage)                                                                                    | O   | Kriegerdenkmal (Kriegerdenkmal 1914/18 und 1939/45)               |                                                                | 20. Jh., Mitte                     |                    |          | weitere Bilder |
| 29676        | Saseler Markt 8 (Lage) | O   | Kirchengebäude                                                    | Vicelinkirche, Kirchengebäude und Gemeindehaus                 | 1961/1962                          | Sandtmann, Horst   |          | weitere Bilder |
| 26862        | Saseler Markt 22 (Lage) | O   | Postgebäude                                                       |                                                                | 20. Jh., Mitte                     |                    |          |                |
| 26869        | Stadtbahnstraße 1 (Lage) | O   | Postgebäude                                                       |                                                                | 20. Jh., Mitte                     |                    |          |                |
| 29040        | Steinwegenskoppel 4 (Lage) | O   | Grenzstein                                                        | Grenzstein W130A                                               | 19. Jh. (zweite Hälfte), vermutl.  |                    |          |                |
| 29041        | Steinwegenskoppel nördlich der Einmündung von Bartelssaal an der Westseite des Weges, der von Steinwegenskoppel kommt. (Lage) | O   | Grenzstein                                                        | Grenzstein W130D                                               | 19. Jh. (zweite Hälfte) (vermutl.) |                    |          |                |
| 26884        | Steinwegenskoppel o.Nr. (Lage)                                                                                                | O   | Grenzstein                                                        | Grenzstein W130                                                | 1769, vor (vermutl.)               |                    |          |                |
| 29042        | Steinwegenskoppel südlich der Einmündung von Bartelssaal, nördlich eines Wanderweges nach Bekwisch. (Lage)                    | O   | Grenzstein                                                        | Grenzstein W130E                                               | 19. Jh. (zweite Hälfte)            |                    |          |                |
| 26864 (1544) | Volksdorfer Weg 226 (Lage) | O   | Landhaus/Jagdhaus                                                 |                                                                | 1911; 1914                         | Bartels, Albert    |          |                |